# Олімпійський комітет Естонії
Олімпійський комітет Естонії (ест. Eesti Olümpiakomitee) — національний олімпійський комітет Естонії. Створений 1923 року, офіційно визнаний міжнародним олімпійським комітетом у 1924. Штаб-квартира розташована в Таллінні.

## Історія
Олімпійський комітет Естонії було засновано 8 грудня 1923 року. В 1924 році його визнав Міжнародний олімпійський комітет. Незалежна естонська команда брала участь у Олімпійських іграх у міжвоєнний період. Після окупації Естонії Радянським Союзом у 1940 році, комітет призупинив свою роботу. З того моменту естонські спортсмени виступали в складі делегації СРСР.
Діяльність комітету було відновлено 14 січня 1989 року. Повторне визнання від МОК він отримав 1991 року.